# (128) Nèmesi
(128) Nèmesi és un asteroide que forma part del cinturó d'asteroides i va ser descobert el 25 de novembre de per 1872 per James Craig Watson des de l'observatori Detroit d'Ann Arbor, als Estats Units d'Amèrica, i independentment el 5 de desembre del mateix any per Alphonse Borrelly des de l'observatori de Marsella, França.
Està nomenat per Némesis, deessa grega de la venjança. Nemesis està situat a una distància mitjana de 2,752 ua del Sol, i pot apropar-se fins a 2,408 ua. Té una excentricitat de 0,1249 i una inclinació orbital de 6,246°. Empra 1.668 dies a completar una òrbita al voltant del Sol. La magnitud absoluta de Nemesis és 7,49. Té un diàmetre de 188,2 km i un període de rotació de 39 hores. La seva albedo s'estima en 0,0504. Nemesis està classificat en el tipus espectral C.